# هری ویلیامز (بازیکن فوتبال، زاده ۱۹۵۱)
هری ویلیامز (انگلیسی: Harry Williams؛ زادهٔ ۱۹۵۱) بازیکن فوتبال اهل استرالیا بود.
وی عضو تیم ملی فوتبال استرالیا در جام جهانی فوتبال ۱۹۷۴ بوده‌است.